# Tchartchakis
Tchartchakis ou Charchakis (en arménien Ճարճակիս ; anciennement Derek) est une communauté rurale du marz d'Aragatsotn, en Arménie. Elle compte 575 habitants en 2009.